# Randia nitida
Randia nitida är en måreväxtart som först beskrevs av Carl Sigismund Kunth, och fick sitt nu gällande namn av Dc.. Randia nitida ingår i släktet Randia och familjen måreväxter. Inga underarter finns listade i Catalogue of Life.